# عمر پخاکادزه
عمر پخاکادزه (گرجی: ომარ ფხაკაძე؛ ۸ دسامبر ۱۹۴۴ – ۲۱ مه ۱۹۹۳ (aged 48)) ورزشکار دوچرخه‌سواری پیست اهل اتحاد جماهیر شوروی سوسیالیستی بود.
وی در مسابقات کشوری و بین‌المللی در مجموع برندهٔ ۱ مدال برنز شده‌است.